# Tidö-Lindö
Tidö-Lindö is een plaats in de gemeente Västerås in het landschap Västmanland en de provincie Västmanlands län in Zweden. De plaats heeft 575 inwoners (2005) en een oppervlakte van 121 hectare.